# صلصة الجبن
صلصة الجبن هي صلصة مصنوعة من الجبن أو الجبن المطبوخ كمكون أساسي. في بعض الأحيان يُستخدَم الجبن المجفف أو مسحوق الجبن. توجد العديد من الأصناف ولها العديد من الاستخدامات المختلفة في الطهي. كما تنتج العديد من الشركات صلصات الجبن التجارية بكميات كبيرة، سواءً كانت سائلة أو جافة. وتستخدم هذه الصلصات الجاهزة المستهلكين والمطاعم على حد سواء، وتستخدم التركيبات التجارية في إنتاج العديد من الأطعمة الجاهزة، مثل خلطات المعكرونة والجبن والوجبات المجمدة.

## الأصناف
تُحضَّر العديد من الصلصات باستخدام الجبن أو الجبن المطبوخ كمكون أساسي، منها:

أصناف
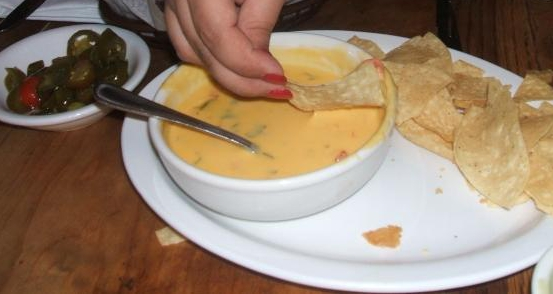
تشيلي كون كيسو مع رقائق التورتيلا
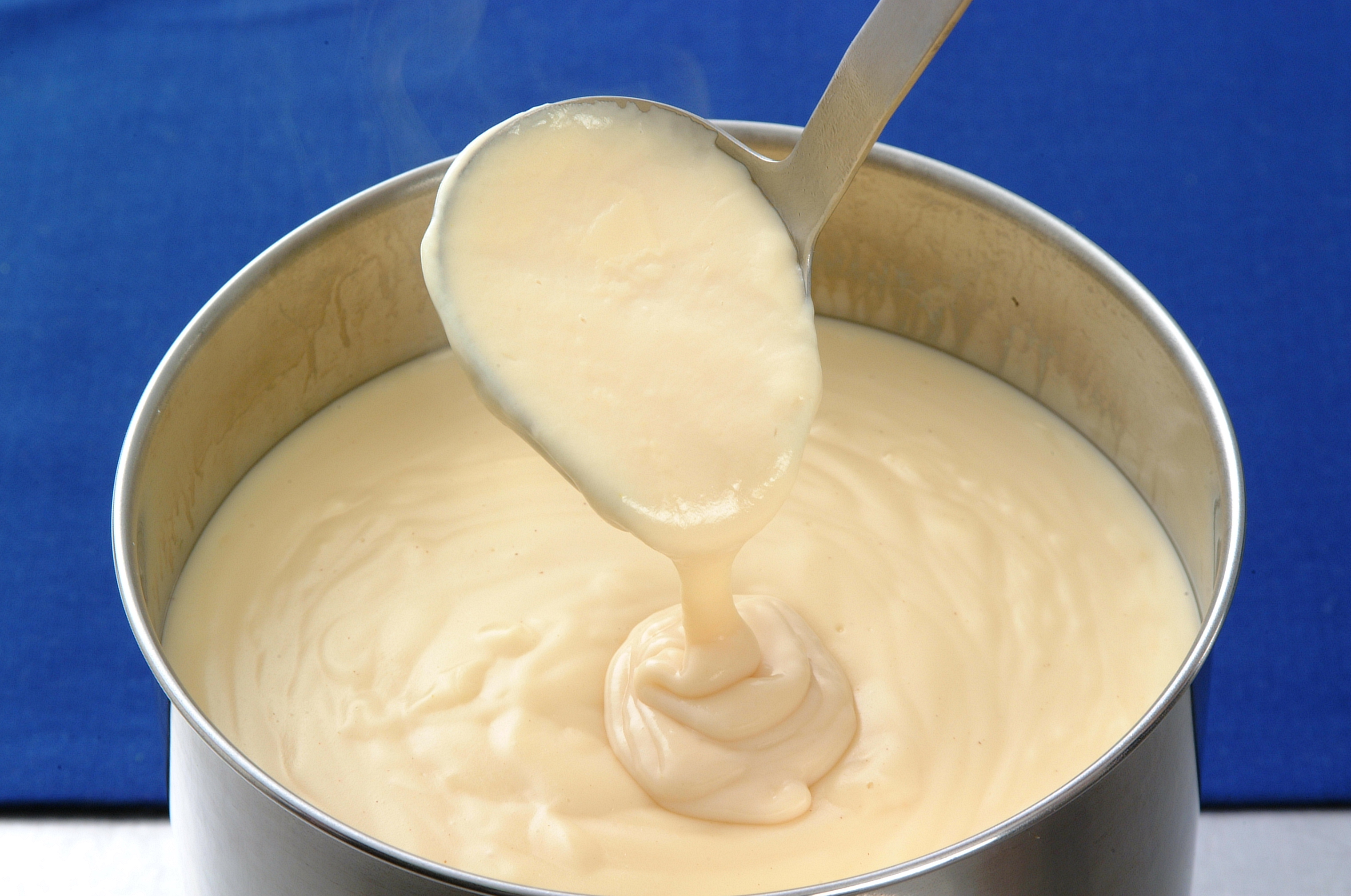
صلصة ألفريدو: هي صلصة أمريكية مستوحاة من فيتوتشيني ألفريدو.
- صلصة الجبن الأزرق.[4]
- صلصة الكاروسو: هي صلصة من أمريكا الجنوبية.[5]
- صلصة الشيدر.[6]
- تغميسة كيسو: هو طبق جانبي من الجبن الذائب، له ملمس ناعم وكريمي، ومشهور جدًا في جنوب غرب أمريكا.[7][8]
- صلصة السلطعون.[9]
- صلصة مورناي: هي صلصة فرنسية تعتمد على البشاميل.[10]
- جبنة ناتشوو: هي صلصة جبن أمريكية مطبوخة.[11]
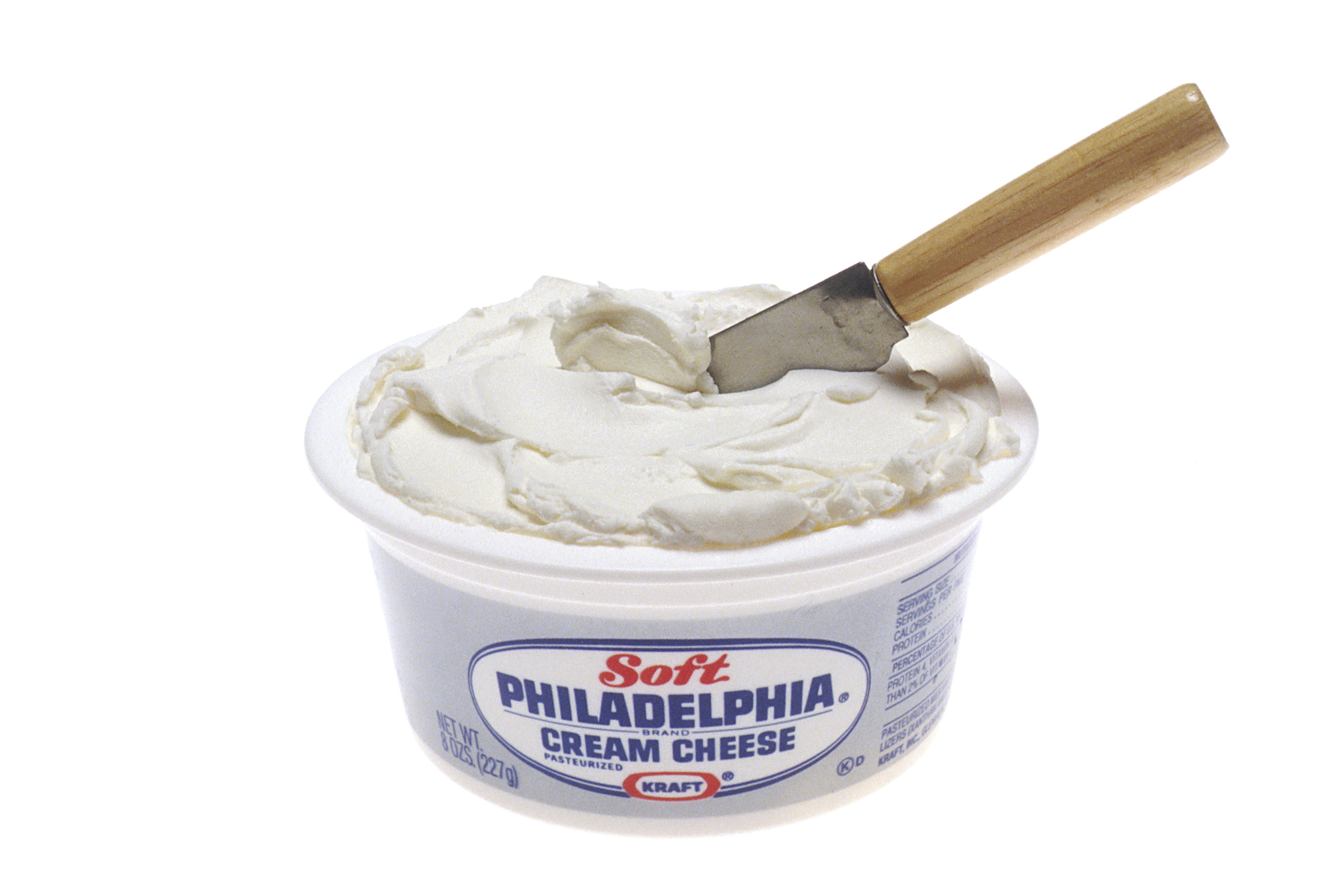
الجبن الكريمي: هو صلصة أمريكية نشأت في مدينة تشيستر، نيويورك وهي جبنة طرية وخفيفة، وتتميز بطعم جيد وقشدي، وذات مذاق متوسطة الحموضة، غالبا ما تصنع الجبنة كريم من الجبن الطازج مع إضافة الحليب والقشدة وأحيانا ما يوضع عليها بعض المثبتات كالكاراجينان مثلا، وتتميز الجبنة أنها سهلة الدهن وغالبا ما تستخدم الجبنة كريم على الخبز في الإفطار.  - أصناف
  - تشيلي كون كيسو مع رقائق التورتيلا
  - صلصة مورناي
  - صلصة الجبن الكريمية الطازجة في وعاء

## الاستخدامات المطبخية

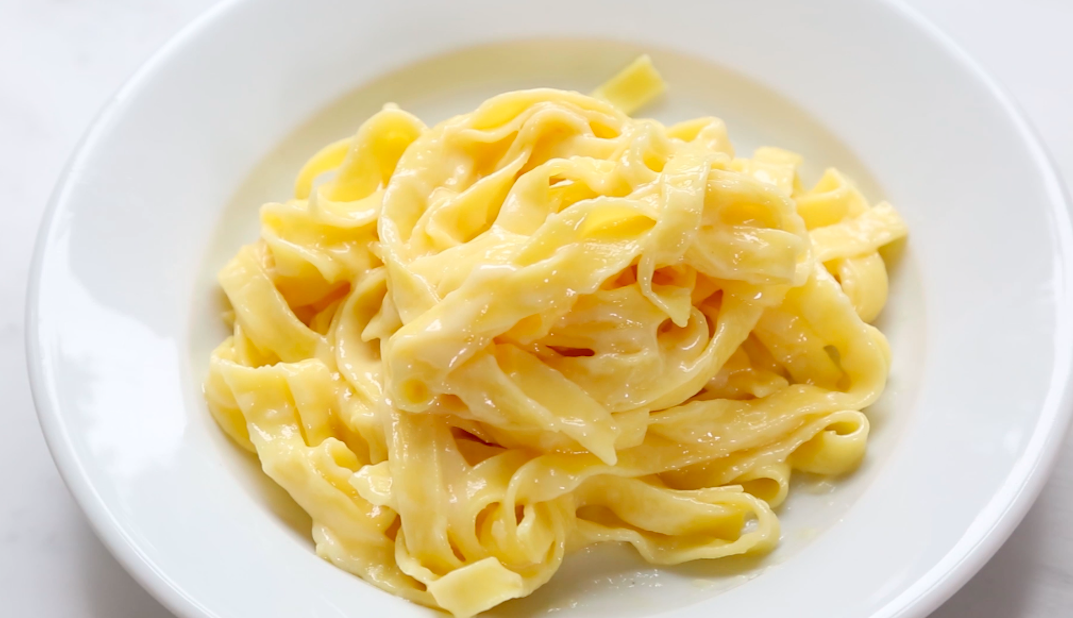
فيتوتشيني ألفريدو ، محضرة بخليط من الزبدة والبارميزان ريجيانو الذي يشكل صلصة جبن أثناء طهيها

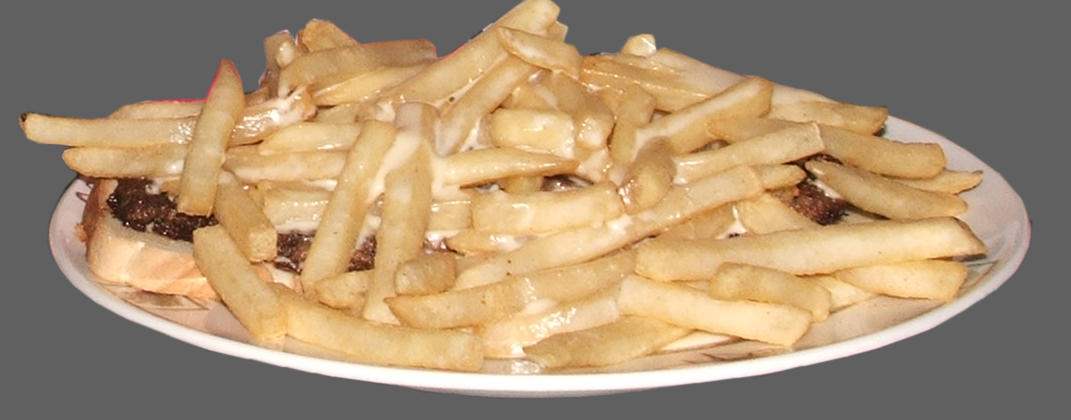
شطيرة حدوة الحصان

تُستخدم صلصة الجبن عادةً للغميس مع مختلف الأطعمة، مثل رقائق البطاطس والخضروات. كما تستخدم الصلصة مكونًا رئيسًا أو غطاءًللعديد من الأطباق الرئيسة أو الجانبية، مثل الشطائر والبطاطس المشوية والطواجن وأطباق المعكرونة وأطباق البيض والأسماك واللحوم وفي الحساء.
تحضر العديد من الأطباق باستخدام صلصة الجبن ومنها:
- المطروق.[12]
- بطاطس بالجبن.[13]
- شريحة لحم الجبن [14]
- فيتوتشيني ألفريدو[3]
- فوندو – طبق جبن سويسري ذائب، يتكون الصلصة عادة من مزيج من الجبن والنبيذ والتوابل.[15][16]
- شطيرة حدوة الحصان.[17]
- نودلز بالجبن.[18]
- معكرونة وجبنة [19]
- النَّتْشِيَّة [20]
- ريربيت ويلزي – طبق من صلصة الجبن فوق الخبز المحمص، وأحيانًا الصلصة نفسها.[21]

## المنتجات الصناعية

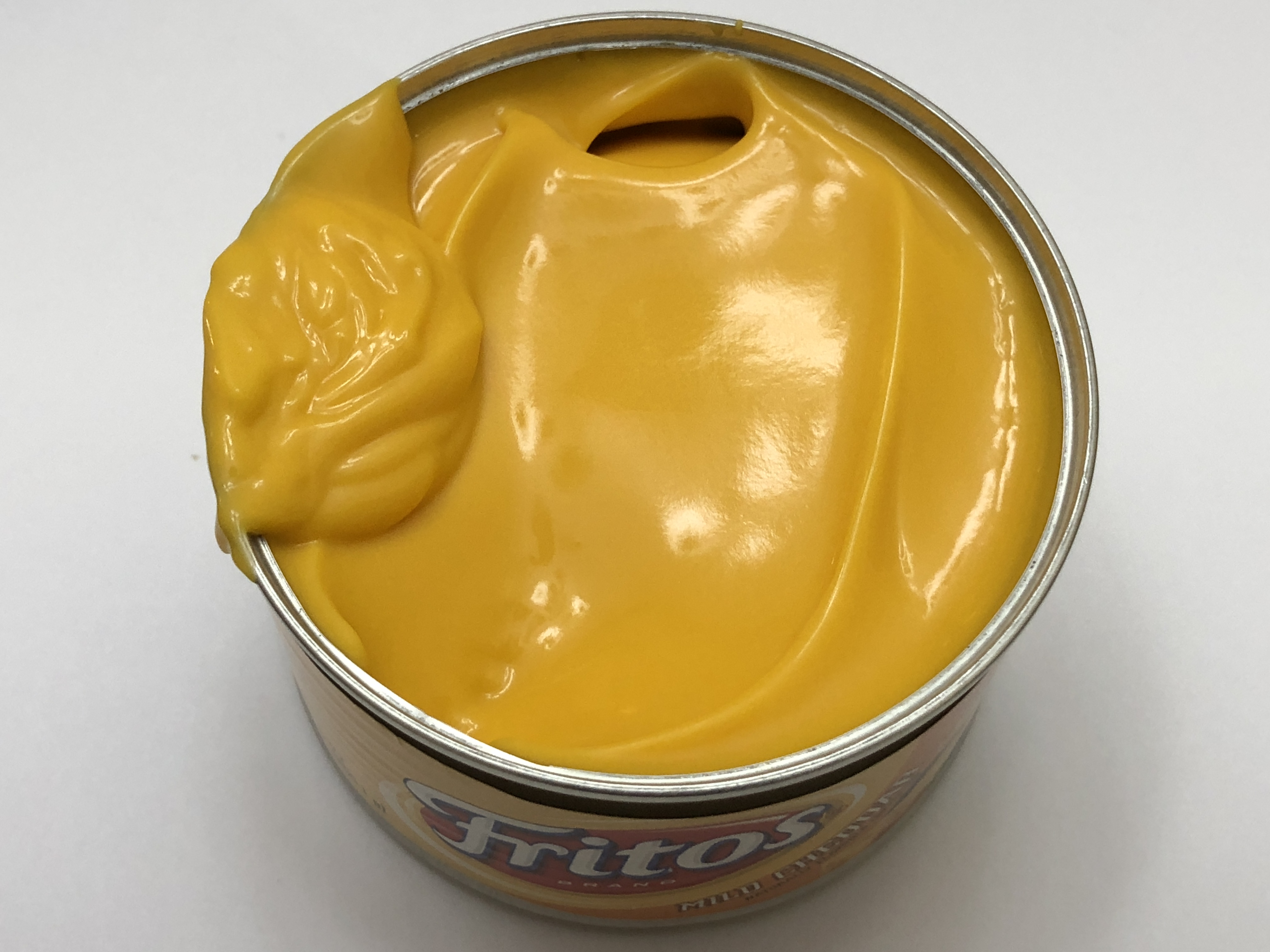
علبة من صلصة الجبن فريتوس المنتجة بكميات كبيرة

صلصة الجبن هي منتج يُنتج بكميات كبيرة في الولايات المتحدة وعدة دول أخرى، مثل الصين وسويسرا. تتوفر المستحضرات التجارية للمستهلكين في محلات البقالة وتستخدم في المطاعم العائلية والعادية ومطاعم الوجبات السريعة في الولايات المتحدة.
عادةً ما تُحضر صلصة الجبن المنتجة بكميات كبيرة بطريقة معالجة ومعقمة ثم تعبأ في علب معقمة وزجاجات وأكياس داخل العلب، فيما توجد بعض الأصناف ضمن علب بخاخ. ويمكن استخدام العديد من المضافات الغذائية والمواد الحافظة المختلفة في المستحضرات التجارية للحصول على منتج موحد ومتناسق وثابت من حيث الملمس والقوام واللون والنكهة وتعزيز لها، وضمان نضارة المنتج. وقد تشمل بعض المواد المضافة والمواد الحافظة المستخدمة الكراجينان وحمض الليمون وغلوتامات أحادية الصوديوم وسترات الصوديوم وحمض السوربيك وصمغ الزانثان وغيرها.
يتضمن التحضير والمعالجة الصناعية لصلصات الجبن السائلة عادةً تقطيع منتجات الجبن السائلة التي عادة ما توضع بعد ذلك دفعة واحدة في حاوية معالجة كبيرة مع العديد من المكونات الجافة والمستحلبات. ويُحرَّك الخليط لتكوين عجينة، ثم يُعالج بعد ذلك بطريقة معقمة باستخدام آلات مختلفة لتسخين المنتج وتعقيمه وجعله قابلاً للسكب، وبعد ذلك تُملأ الزجاجات أو البرطمانات أو العلب المعقمة بالمنتج. وعادةً ما تكون صلصات الجبن المعالجة بطريقة معقمة هذه موجودة في رفوف المخازن ولا تحتاج إلى تبريد حتى تُفتح.
تُستخدم صلصات الجبن المعبأة في كيس في علبة عادةً في متاجر التجزئة وتتضمن استعمال عبوة من صلصة الجبن المعقمة في وعاء لتسخينها والحفاظ عليها دافئة في درجة حرارة آمنة للطعام، فيما تستخدم آلة توزيع بمضخة لتوزيع الصلصة على مختلف الأصناف، مثل رقائق التورتيلا والشطائر.
كما تُنتج صلصات الجبن على نطاق واسع على شكل خلطة جافة ومسحوق جاف، حيث تقدم هذه الصلصات كغذاء فوري وتوزع على المستهلكين في عبوات ومرطبانات خلطة الصلصة. تتوفر أيضًا عبوات المسحوق الجاف في بعض منتجات المعكرونة والجبن.
تُستخدم صلصة الجبن المجمدة التجارية كأحد مكونات الوجبات المجمدة الجاهزة والخضروات المجمدة الجاهزة. وفي بعض الحالات، خاصةً عندما تحتوي الصلصة على نسبة عالية من الدهون، قد يتطلب المنتج استخدام المستحلب للحفاظ على تجانس المنتج ومنعه من الانفصال. تلعب بعض العوامل في الصلصات المجمدة مثل محتواها الكلي من الدهون وحجم المواد الجزيئية فيها دوراً في كيفية صياغة مختلف صلصات الجبن المجمدة وطهيها ومعالجتها وتجهيزها، كما تستخدم تركيبات صلصة الجبن التجارية كمكون في الخضروات المعلبة المعالجة في الولايات المتحدة.
في أواخر العقد الأول من القرن الحادي والعشرين تقريبًا، بدأت شركة حساء كامبل في تعديل تركيبات صلصة الجبن المعلبة بناءً على تفضيلات المستهلكين المتصورة للشركة في مختلف المناطق الجغرافية في الولايات المتحدة. خلصت الشركة إلى أن الصلصة لم تكن حارة (لاذعة) بما فيه الكفاية بالنسبة للمستهلكين العاديين في الجنوب الغربي والغرب الأمريكي بينما كانت حارة جدًا بالنسبة للمستهلكين في شرق الولايات المتحدة.. لذلك ولخدمة قاعدة عملائها بشكل أفضل، بدأت شركة كامبل منذ ذلك الوقت بتصنيع منتج حار أكثر في مصانعها في كاليفورنيا وتكساس مقارنة بمصانعها الأخرى.
أعلنت شركة كرافت هاينز في يوليو 2018 في الولايات المتحدة الأمريكية عن سحب طوعي لمنتج على مستوى البلاد لقرابة 100,000 عبوة من صلصة الجبن، بسبب احتمال نمو بكتيريا المطثية الوشيقية نتيجة انفصال مكونات الصلصة التي وزعت فقط في الولايات المتحدة،. كما نُصح المستهلكون بعدم تناولها، حتى لو لم تظهر عليه علامات التلف.

صلصات الجبن التجارية
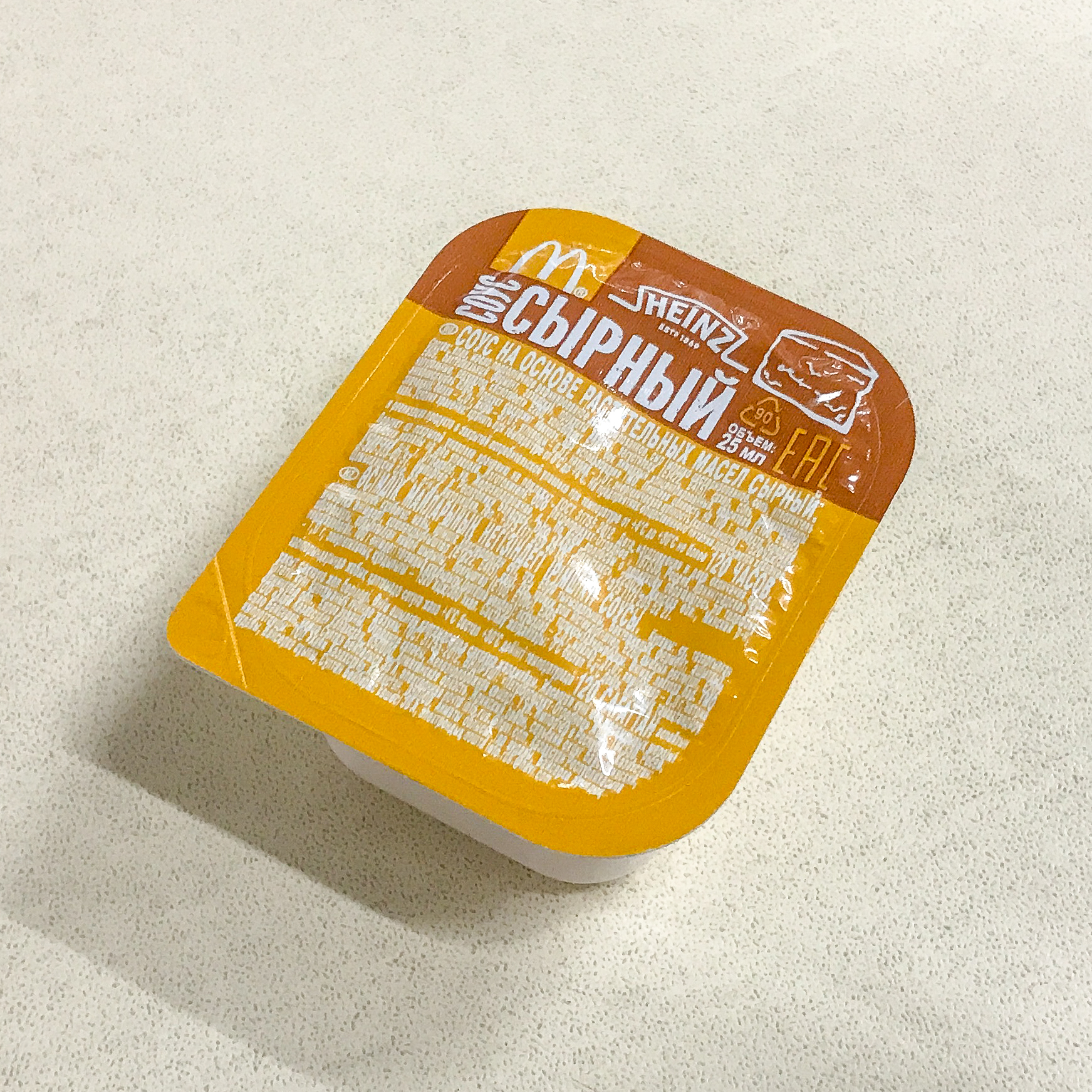
علبة من صلصة الجبن هاينز المنتجة بكميات كبيرة في أحد مطاعم ماكدونالدز في موسكو، روسيا
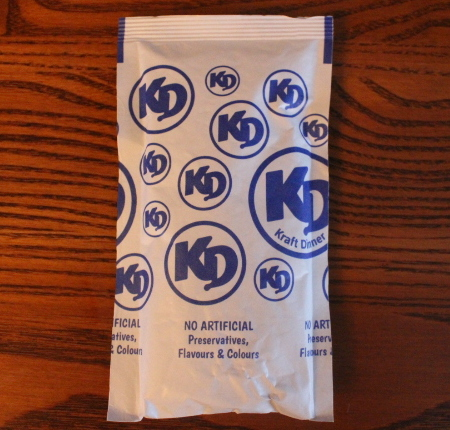
يتم تغليف وجبة العشاء من كرافت مع علبة صلصة جبن بودرة مصنعة (كندا، 2018).
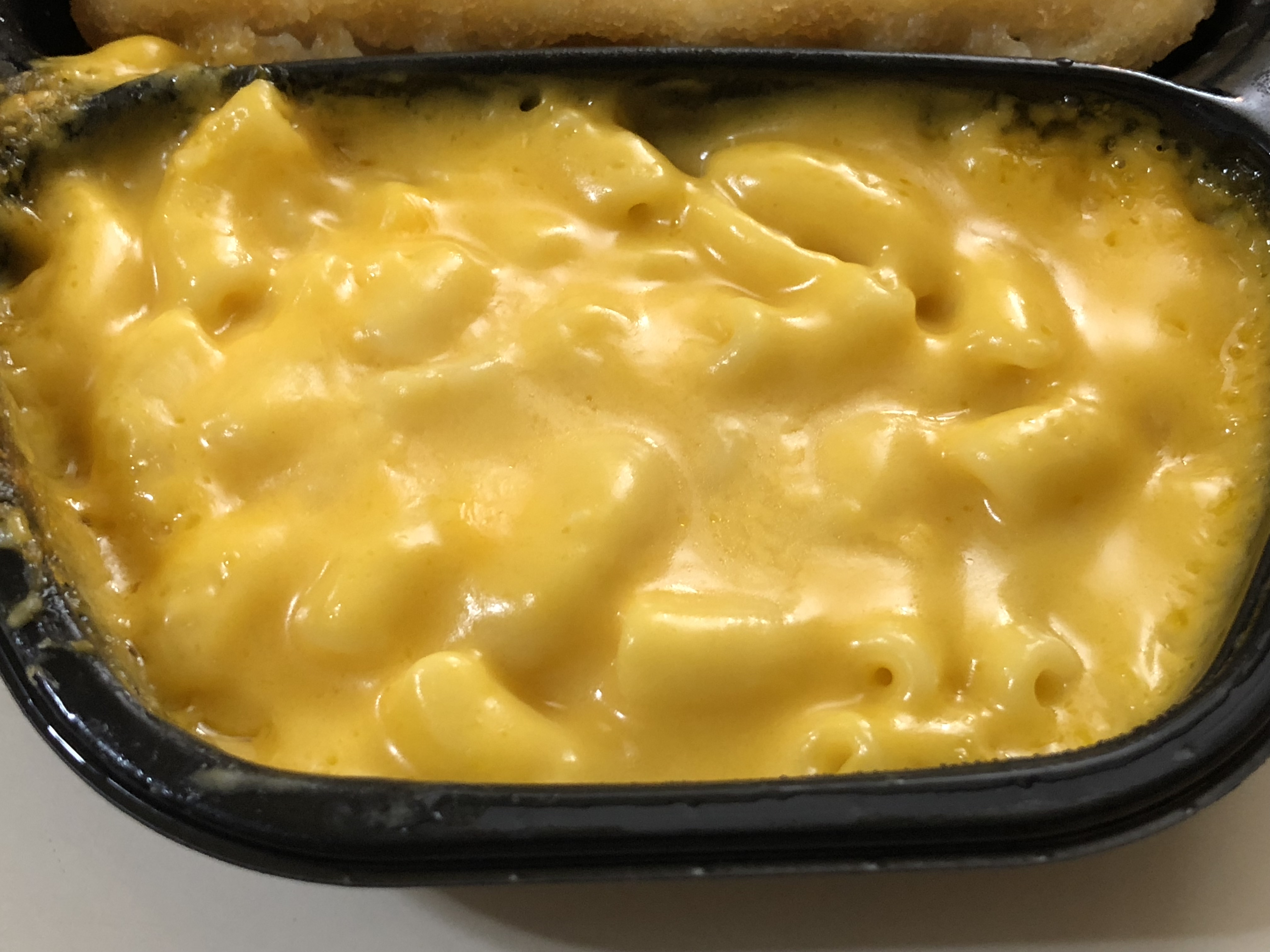
وجبة من المعكرونة والجبن متضمنة كجزء من وجبة مجمدة مع صلصة الجبن المجمدة كمكون
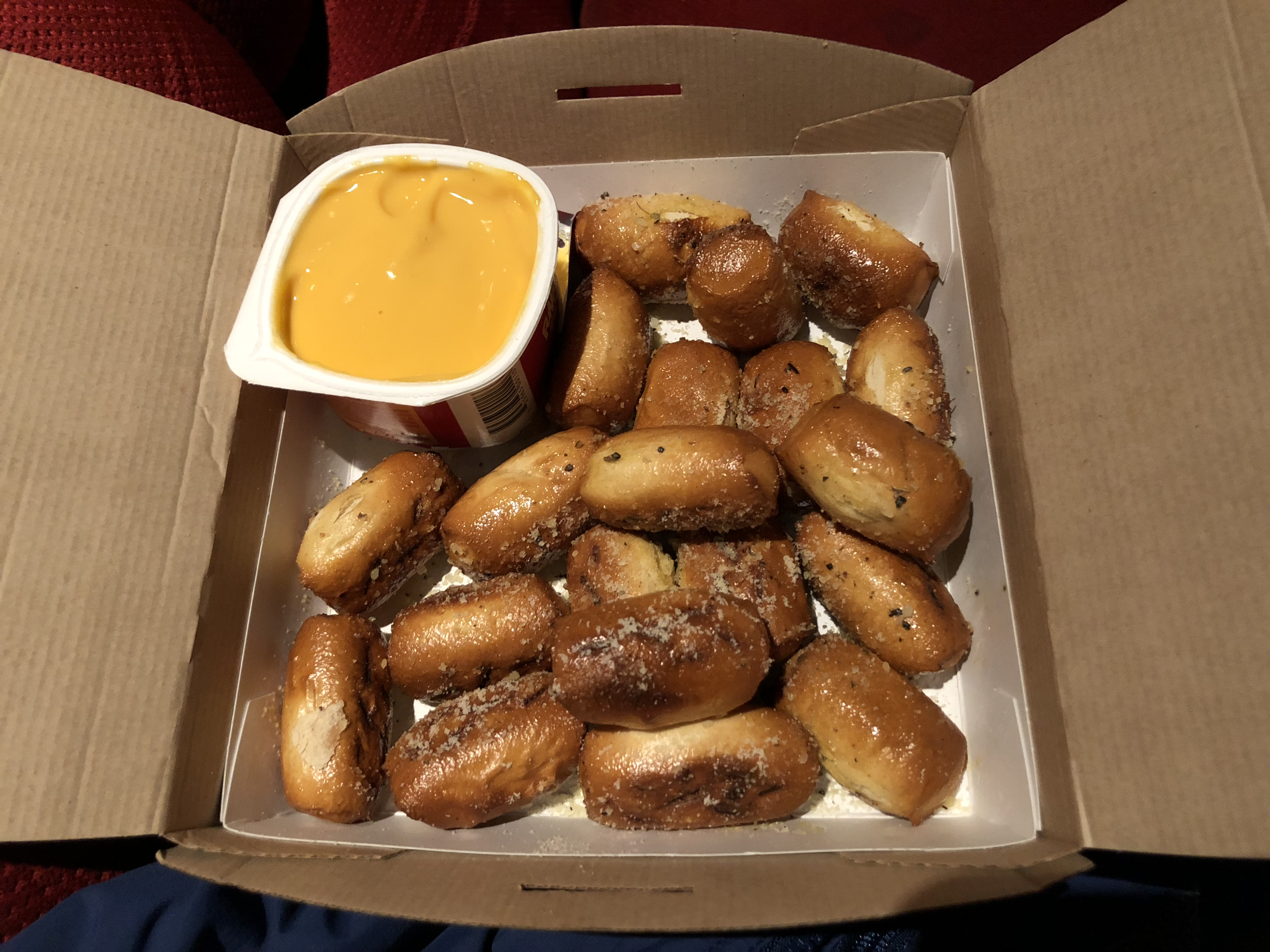
قطع البريتزل مع صلصة الجبن التجارية في إحدى دور السينما بالولايات المتحدة

## قراءة موسعة
- Li، Lei؛ Singh، Rakesh K.؛ Lee، Jun Ho (1 يوليو 2004). "Process conditions influence on characteristics of holding tube fouling due to cheese sauce". LWT – Food Science and Technology. ج. 37 ع. 5: 565–572. DOI:10.1016/j.lwt.2004.01.002. ISSN:0023-6438. مؤرشف من الأصل في 2021-11-20. اطلع عليه بتاريخ 2021-11-03.
- West، Ryan؛ Seetharaman، Koushik؛ Duizer، Lisa M. (1 يوليو 2013). "Whole grain macaroni: Flavour interactions with sodium-reduced cheese sauce". Food Research International. ج. 53 ع. 1: 149–155. DOI:10.1016/j.foodres.2013.04.002. ISSN:0963-9969. مؤرشف من الأصل في 2024-12-26. اطلع عليه بتاريخ 2021-11-03.
- Carroll, Linda (17 يوليو 2017). "How harmful are the chemicals in your boxes of mac and cheese?". Today. اطلع عليه بتاريخ 2021-11-03.
- Marsili، R. (2006). Sensory-Directed Flavor Analysis. Food Science and Technology. CRC Press. ص. 210–214. ISBN:978-1-4200-1704-5. مؤرشف من الأصل في 2021-11-03. اطلع عليه بتاريخ 2021-11-03.
- Szafrańska، Jagoda O.؛ Sołowiej، Bartosz G. (2020). "Cheese sauces: Characteristics of ingredients, manufacturing methods, microbiological and sensory aspects". Journal of Food Process Engineering. Wiley. ج. 43 ع. 4. DOI:10.1111/jfpe.13364. ISSN:0145-8876. S2CID:213369294. مؤرشف من الأصل في 2024-12-26.
- Townes، John M. (1 سبتمبر 1996). "An Outbreak of Type A Botulism Associated with a Commercial Cheese Sauce". Annals of Internal Medicine. American College of Physicians. ج. 125 ع. 7: 558–563. DOI:10.7326/0003-4819-125-7-199610010-00004. ISSN:0003-4819. PMID:8815754. S2CID:15632246.

## روابط خارجية
- (Category page)
- (General search)